# Карл-Ентоні Таунс
Карл-Ентоні Таунс (молодший) (англ. Karl-Anthony Towns Jr., нар. 15 листопада 1995, Піскатевей, Нью-Джерсі, США) — американський професійний баскетболіст, важкий форвард і центровий команди НБА «Міннесота Тімбервулвз».

## Ігрова кар'єра

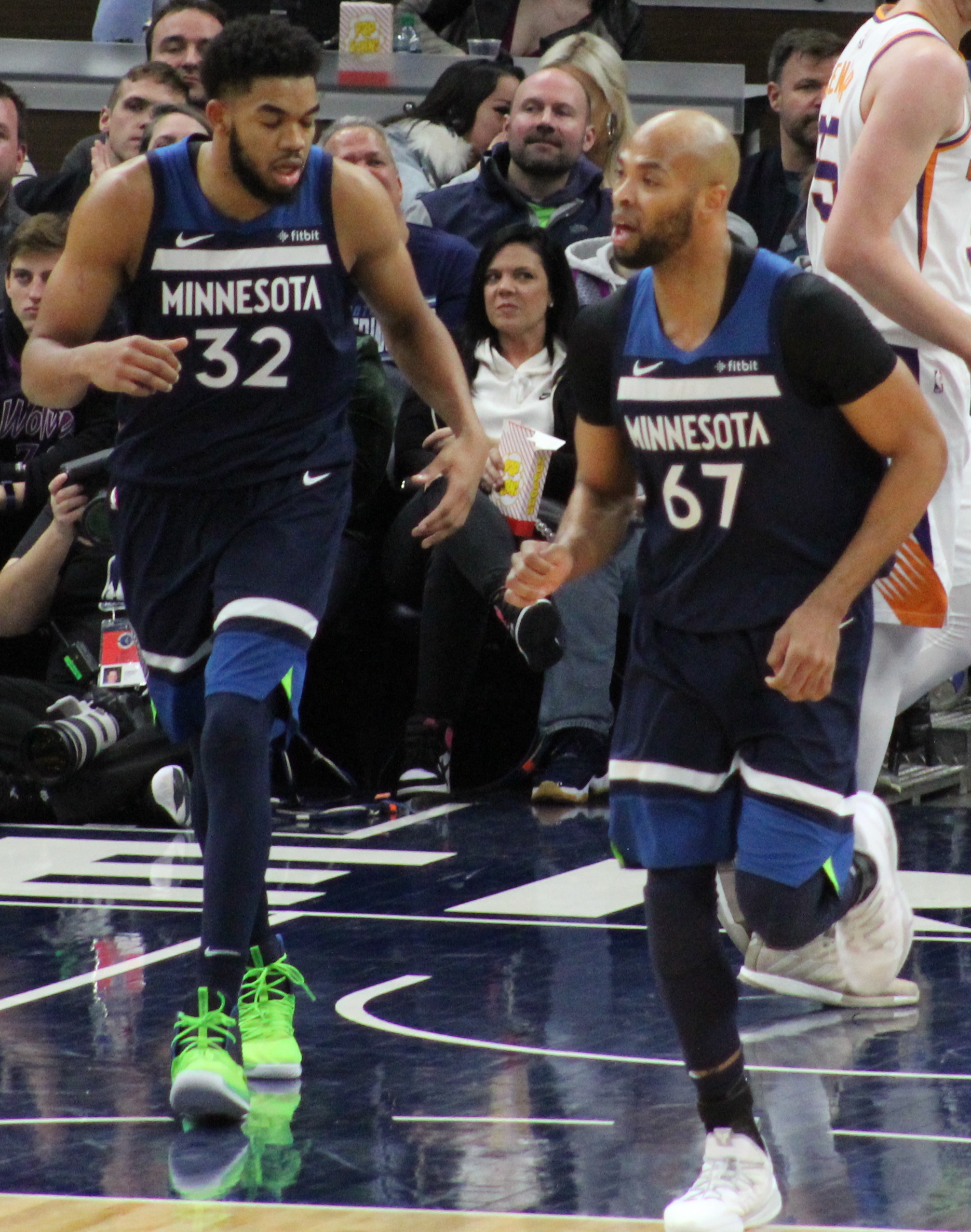
Танус та Тадж Гібсон у 2019 році

Починав грати у баскетбол у команді старшої школи Школа Сент-Джозеф (Метачен, Нью-Джерсі). Тричі вигравав чемпіонат штату в складі команди. 2012 року, у віці 16 років, дебютував у складі збірної Домініканської Республіки з баскетболу та виграв з нею чемпіонат Центральної Америки.
На університетському рівні грав за команду Кентакі Вайлдкетс (2014—2015), де головним тренером був Джон Каліпарі, який також тренував і збірну Домінікани.
2015 року був обраний у першому раунді драфту НБА під загальним 1-м номером командою «Міннесота Тімбервулвз». Професійну кар'єру розпочав 2015 року виступами за тих же «Міннесота Тімбервулвз». Дебютував у лізі в матчі-відкритті сезону проти «Лос-Анджелес Лейкерс», де набрав 14 очок та 12 підбирань. 10 лютого 2016 року провів найрезультативніший матч у кар'єрі на той час, набравши 35 очок у грі проти «Торонто Репторз». Через три дні виграв конкурс умінь під час зіркового вікенду. 25 березня встановив рекорд клубу за кількістю підбирань у сезоні серед новачків (741), обігнавши Кевіна Лава (734). Згодом у квітні став найрезультативнішим новачком у історії клубу, обійшовши Крістіана Лейтнера. В кінці сезону був визнаний новачком року НБА, а також був включений до збірної новачків НБА.
30 листопада 2016 року в матчі проти «Нью-Йорка» оновив свій рекорд результативності, набравши 47 очок та 18 підбирань. У квітні 2017 року встановив рекорд клубу за кількістю набраних очок протягом сезону.
5 січня 2018 року в матчі проти «Бостон Селтікс» набрав 25 очок та рекордні для себе 23 підбирання. Також вперше був запрошений для участі у матчі всіх зірок НБА. 28 березня 2018 року встановив рекорд клубу за кількістю набраних очок у одному матчі, набравши 56. Того сезону вперше вийшов до плей-оф, проте в першому раунді «Міннесота» програла «Г'юстону».
12 січня 2019 року в матчі проти «Нью-Орлінс Пеліканс» набрав 27 очок та 27 підбирань. Згодом вдруге взяв участь у матчі всіх зірок НБА. 22 лютого пропустив перший матч у кар'єрі, через ДТП. До цього він брав участь у 303 матчах поспіль, що є рекордом для початку кар'єри в НБА з сезону 1970—1971.
3 лютого 2022 року втретє у кар'єрі був названий учасником матчу всіх зірок НБА. 19 лютого став переможцем конкурсу триочкових кидків, ставши першим центровим кому це вдалося. 14 березня у матчі проти «Сан-Антоніо Сперс» набрав 60 очок. Допоміг команді пробитися в плей-оф, але там «Міннесота» програла «Мемфісу» у першому ж раунді.

## Статистика виступів

### Регулярний сезон
| Сезон              | Команда                 | GP  | GS  | MPG  | FG%  | 3P%  | FT%   | RPG  | APG | SPG | BPG | PPG  |
| ------------------ | ----------------------- | --- | --- | ---- | ---- | ---- | ----- | ---- | --- | --- | --- | ---- |
| 2015–16            | «Міннесота Тімбервулвз» | 82  | 82  | 32.0 | .542 | .341 | .811  | 10.5 | 2.0 | .7  | 1.7 | 18.3 |
| 2016–17            | «Міннесота Тімбервулвз» | 82  | 82  | 37.0 | .542 | .367 | .832  | 12.3 | 2.7 | .7  | 1.3 | 25.1 |
| 2017–18            | «Міннесота Тімбервулвз» | 82  | 82  | 35.6 | .545 | .421 | .858  | 12.3 | 2.4 | .8  | 1.4 | 21.3 |
| 2018–19            | «Міннесота Тімбервулвз» | 77  | 77  | 33.1 | .518 | .400 | .836  | 12.4 | 3.4 | .9  | 1.6 | 24.4 |
| 2019–20            | «Міннесота Тімбервулвз» | 35  | 35  | 33.9 | .508 | .412 | .796  | 10.8 | 4.4 | .9  | 1.2 | 26.5 |
| 2020–21            | «Міннесота Тімбервулвз» | 50  | 50  | 33.8 | .486 | .387 | .859  | 10.6 | 4.5 | .8  | 1.1 | 24.8 |
| 2021–22            | «Міннесота Тімбервулвз» | 74  | 74  | 33.5 | .529 | .410 | .822  | 9.8  | 3.6 | 1.0 | 1.1 | 24.6 |
| Усього за кар'єру  | Усього за кар'єру       | 482 | 482 | 34.2 | .527 | .397 | .833  | 11.3 | 3.1 | .8  | 1.4 | 23.2 |
| В іграх усіх зірок | В іграх усіх зірок      | 3   | 0   | 14.7 | .615 | .273 | 1.000 | 6.3  | 1.3 | .3  | .0  | 12.3 |

### Плей-оф
| Сезон             | Команда                 | GP | GS | MPG  | FG%  | 3P%  | FT%  | RPG  | APG | SPG | BPG | PPG  |
| ----------------- | ----------------------- | -- | -- | ---- | ---- | ---- | ---- | ---- | --- | --- | --- | ---- |
| 2017–2018         | «Міннесота Тімбервулвз» | 5  | 5  | 33.9 | .467 | .273 | .739 | 13.4 | 2.2 | .4  | 1.0 | 15.2 |
| 2021–2022         | «Міннесота Тімбервулвз» | 6  | 6  | 36.9 | .488 | .455 | .860 | 10.8 | 2.2 | .7  | 2.0 | 21.8 |
| Усього за кар'єру | Усього за кар'єру       | 11 | 11 | 35.6 | .479 | .394 | .822 | 12.0 | 2.2 | .5  | 1.5 | 18.8 |